# Abronia ramirezi
Abronia ramirezi är en ödleart som beskrevs av  Campbell 1994. Abronia ramirezi ingår i släktet Abronia och familjen kopparödlor. IUCN kategoriserar arten globalt som otillräckligt studerad. Inga underarter finns listade i Catalogue of Life.

## Bildgalleri

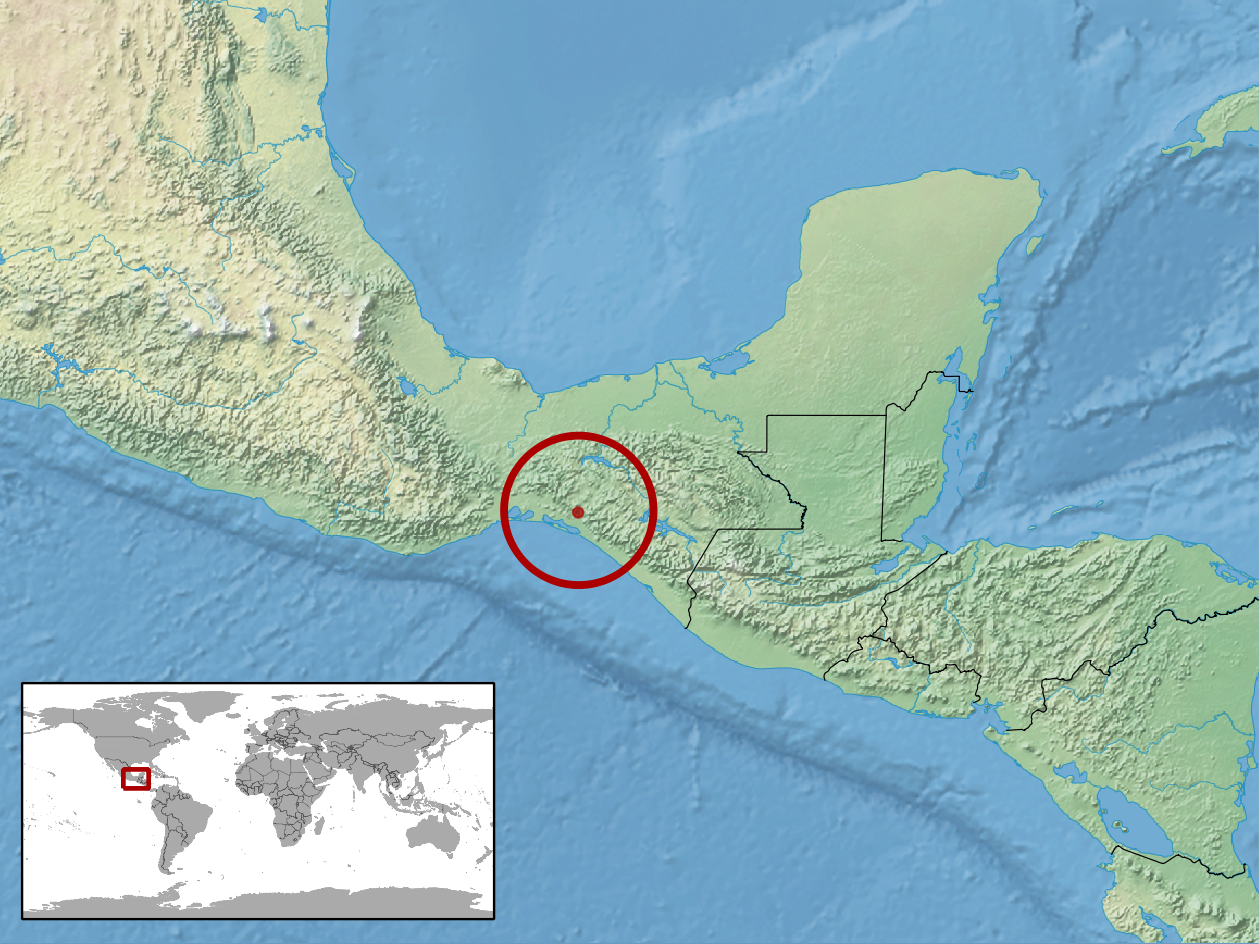